# Karakaya, Kaman
Karakaya là một xã thuộc huyện Kaman, tỉnh Kırşehir, Thổ Nhĩ Kỳ. Dân số thời điểm năm 2010 là 162 người.